# Câblage structuré
Cet article possède un paronyme, voir câblage.

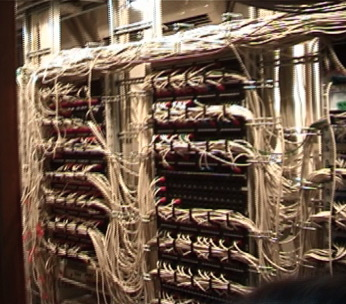
Exemple de cablage structuré

Le câblage structuré est l'ensemble des techniques, méthodes et normes permettant de réaliser l'interconnexion physique des différents locaux d'une entreprise, d'un centre de données ou d'une zone plus large (campus ou ville).
On peut lister un ensemble de sujets concernant le câblage structuré :
- Connexions entrantes : là où un bâtiment est connecté au reste du monde ("arrivée télécom").
- Salles d'équipements réseaux : là où sont connectés les équipements servant aux utilisateurs (serveurs par exemple).
- Salles de télécommunication (ou Sous-répartiteur, Local Technique d'Etage, etc.) : là où l'interconnexion se fait entre le câblage vertical et le câblage horizontal.
- Câblage vertical : tous les liens reliant les salles de télécommunications entre elles, ainsi que les bâtiments et les réseaux extérieurs.
- Câblage horizontal : Lien entre les salles de télécommunications et chaque connecteur individuel dans les bureaux.
- Composants utilisateur : câble de raccordement des équipements qui connectent l'utilisateur au câblage horizontal.

## Câblage des installations mobiles
Dans les cas particuliers de dispositifs mobiles (aéronef, voiture, camion, engin de chantier, bateau, etc.), compte tenu des contraintes mécaniques, notamment des vibrations, les normes recommandent l'emploi exclusif de "câbles souples " posés à l’intérieur de goulottes et de gaines. l'emploi de presse-étoupes et de passe-cloisons est également recommandé selon besoin. Enfin, pour les connexions, les directives recommandent l'emploi de cosses à sertir ou à souder.